# Нойбулах
Нойбулах (нім. Neubulach) — місто в Німеччині, знаходиться в землі Баден-Вюртемберг. Підпорядковується адміністративному округу Карлсруе. Входить до складу району Кальв.
Площа — 24,69 км2. Населення становить 5731 ос. (станом на 31 грудня 2020).